# Euchalcia uralensis
Euchalcia uralensis là một loài bướm đêm trong họ Noctuidae.